# Feel It
「Feel It」（フィール イット）は、fumikaの楽曲。彼女の6枚目のシングルとして2013年10月23日によしもとアール・アンド・シーから発売された。
事務所・レーベル移籍後第1作となる作品で、ABCマートCMソングや、スペースワールドCMソング等に起用された。

## CDシングル
シングル盤は初回限定盤と通常盤の2種類で販売。初回限定盤はビデオクリップ等を収録したDVDが付属する。
カップリング曲として収録される「遠く遠く」は、槇原敬之の同名曲のカバーで、2013年8月28日に配信限定シングルとしてリリースされている。

### 収録曲
| #         | タイトル                      | 作詞            | 作曲      | 編曲                       | 時間  |
| --------- | ----------------------------- | --------------- | --------- | -------------------------- | ----- |
| 1.        | 「Feel It」                   | fumika/田中秀典 | 長沼良    | 玉井健二/大西省吾          | 3:44  |
| 2.        | 「遠く遠く」                  | 槇原敬之        | 槇原敬之  | Integral Clover/西崎ゴウシ | 5:05  |
| 3.        | 「Feel It 〜Instrumental〜」  |                 |           |                            | 3:44  |
| 4.        | 「遠く遠く 〜Instrumental〜」 |                 |           |                            | 5:01  |
| 合計時間: | 合計時間:                     | 合計時間:       | 合計時間: | 合計時間:                  | 17:35 |

### DVD（初回限定版のみ）
1. Feel It (Music Video)
2. Another side of “Feel It”
3. 遠く遠く (Image Video)